# Abu Tor
Abu Tor (in arabo أبو طور o الثوري‎?, in ebraico אבו תור‎?) è un quartiere di Gerusalemme, situato a sud della città vecchia. È abitato da arabi ed ebrei.

## Geografia
Abu Tor confina con la Geenna a nord, con quella di Azal a sud, la vecchia stazione dei treni a ovest, e con la Sherover Promenade, Armon HaNetziv e la Peace Forest a sud. Il nome ebraico del quartiere è Givat Hananya. La parte superiore del quartiere si trova 760 metri sopra il livello del mare.
La collina su cui sorge Abu Tor era chiamata "Jebel Deir Abu Tor" (montagna del monastero di Abu Tor), o "Collina del Cattivo Consiglio", riferendosi a una leggenda secondo cui qui era situata la casa di Caifa, dove Giuda progettò di tradire Gesù. Inoltre si pensa che un monastero o un convento dedicato a San Marco (il cui emblema era un bue) fosse presente nella zona.

## Etimologia
Secondo la tradizione, durante il periodo ayyubide dopo la conquista di Gerusalemme da parte del Saladino, l'area di Abu Tor fu assegnata a un ufficiale dell'esercito, Sheikh Shehab ed Din, da tutti chiamato "Sheikh Ahmed et Toreh" (Sheikh Ahmed del toro) o "Abu Tor" (l'uomo con il toro, o il padre del toro) perché si diceva avesse preso parte alle battaglie contro i cristiani cavalcando un toro bianco.

## Storia
Abu Tor si sviluppò sotto la dominazione ottomana nel tardo XIX secolo come quartiere residenziale per arabi musulmani e cristiani di Gerusalemme. Il vicino quartiere ebraico di Beit Yosef fu fondato nel 1888. Abu Tor fu incorporato nel distretto municipale di Gerusalemme durante il mandato britannico.
Dall'indipendenza Israele, nel 1948, fino al 1967, Abu Tor era attraversato dal confine tra Israele e Giordania. Le prime quattro strade oltre Hebron Road erano parte di Israele e le restanti erano sotto il controllo giordano. Nel gennaio 1949, i due stati, rappresentati da Moshe Dayan e Abdullah el-Tell, intrattennero alcune trattative sullo status di Gerusalemme. Dayan propose la divisione comune della città e offrì uno scambio di territori che includeva la posta militare di Abu Tor. La sua offerta fu rifiutata.

## Demografia
Abu Tor contava 15 500 abitanti nel 2010. È uno dei pochi quartieri di Gerusalemme con una popolazione mista araba ed ebraica. Per questa ragione molti giornalisti, diplomatici e impiegati delle Nazioni Unite scelgono di vivere lì. Nonostante la ebraica di Abu Tor sia prevalentemente laica, il quartiere ha due sinagoghe: la sinagoga Har Refaim per gli ashkenaziti in Nachshon Street e la sinagoga Shalom V'Achva per i sefarditi.

## Sviluppo urbano
Un grande cinema multisala e il complesso Sherover ravvivano Abu Tor. Quest'ultimo, appena fuori Hebron Road, ospita caffetterie e ristoranti, un auditorium, una biblioteca, aule e gallerie d'arte. Inaugurato nel 2015, proietta film anche durante lo shabbat.